# Bartolomeo da Bologna
Bartolomeo da Bologna   (1405 (Gregorià) - 1427) va ser un compositor italià del període de transició entre l'estil medieval tardà del Trecento i el Renaixement primerenc.

## Biografia
Poc se sap amb certesa sobre la seva vida, però probablement era de Bolonya o dels voltants, i sembla que va passar part de la seva vida a Ferrara. Era benedictí, i podria haver estat el prior de San Nicolò a Ferrara; a més va ser organista allà el 1407, i està documentat en aquesta catedral a principis de 1427. També sembla que va estar relacionat amb la capella de Joan XXIII a Bolonya, ja que una de les seves balades (Arte psalentes) probablement està dirigida als cantants del seu cor. (Sovint se'l fa referència en manuscrits amb la forma llatina del seu nom, "Bartolomeus de Bononia")

## Música
Bartolomeo és un dels pocs compositors italians nadius de principis del segle XV les obres dels quals han sobreviscut amb atribució fiable; molts dels músics a Itàlia durant el segle XV eren estrangers, i no va ser fins a finals del segle que hi havia tants italians com emigrats del nord d'Europa que hi componien música. Han sobreviscut set peces de Bartolomeo, totes a tres veus: dos moviments de misses i cinc cançons seculars, incloent-hi una balada, dues balades, un rondeau i un virelai. Estilísticament tots estan relacionats amb l'ars subtilior que va florir a Avinyó, Bolonya i altres regions en mans dels antipapes durant el Cisma d'Occident.
Els dos moviments de misses es troben entre els primers escrits que utilitzen la tècnica de la paròdia, és a dir, material multiveu d'una altra font, en aquest cas dues de les seves pròpies cançons seculars, es recicla i s'adapta a un context diferent. Que tant ell com el primer compositor de moviments paròdics, Antonio Zacara da Teramo, probablement se superposessin en el seu servei a la capella de Joan XXIII a Bolonya, probablement no és casualitat. No obstant això, tot i que Zachara va ser clarament influent en el compositor més jove, les tècniques utilitzades per ambdós compositors en els seus moviments de paròdia són força diferents: les de Zacara són més lliures en l'ús del material manllevat, mentre que Bartolomeo va citar grans seccions contigües de la seva música secular al voltant de les quals va compondre noves melodies.

## Obres
Totes les obres de Bartolomeo estan editades a Gilbert Reaney, "Early Fifteenth-Century Music", volum 5 (1975).

### Sagrada
1. Gloria (moviment de misses, basat en la seva pròpia balada Vince con lena)
2. Credo (moviment de misses, basat en la seva pròpia balada Morir desio)

### Seglar
1. Vince con lena (balada)
2. Morir desio (balada)
3. Arte psalentes (balada)
4. Mersi chiamando (rondeau)
5. Que pena maior (virelai)